# (921) Jovita
(921) Jovita est un astéroïde évoluant dans la ceinture principale, découvert le 4 septembre 1919 par l'astronome allemand Karl Wilhelm Reinmuth depuis l'observatoire du Königstuhl.
Son nom est une référence au prénom féminin.